# دشت سلطان أباد (كوهستان)
دشت سلطان أباد (بالفارسية: دشت سلطان‌آباد) هي قرية تقع في إيران في Kuhestan Rural District. يقدر عدد سكانها بـ 212 نسمة .